# Tamba grandis
Tamba grandis är en fjärilsart som beskrevs av Turner 1933. Tamba grandis ingår i släktet Tamba och familjen nattflyn. Inga underarter finns listade i Catalogue of Life.